# Gilmoreosaurus
 Gilmoreosaurus  (“lagarto de Gilmore”) es un género representado por 4 especies de dinosaurios ornitópodos hadrosauroides que vivieron de mediados a finales del período Cretácico desde el Aptiense al Campaniense, hace aproximadamente entre 120 a 70 millones de años en lo que es hoy Asia.

## Descripción

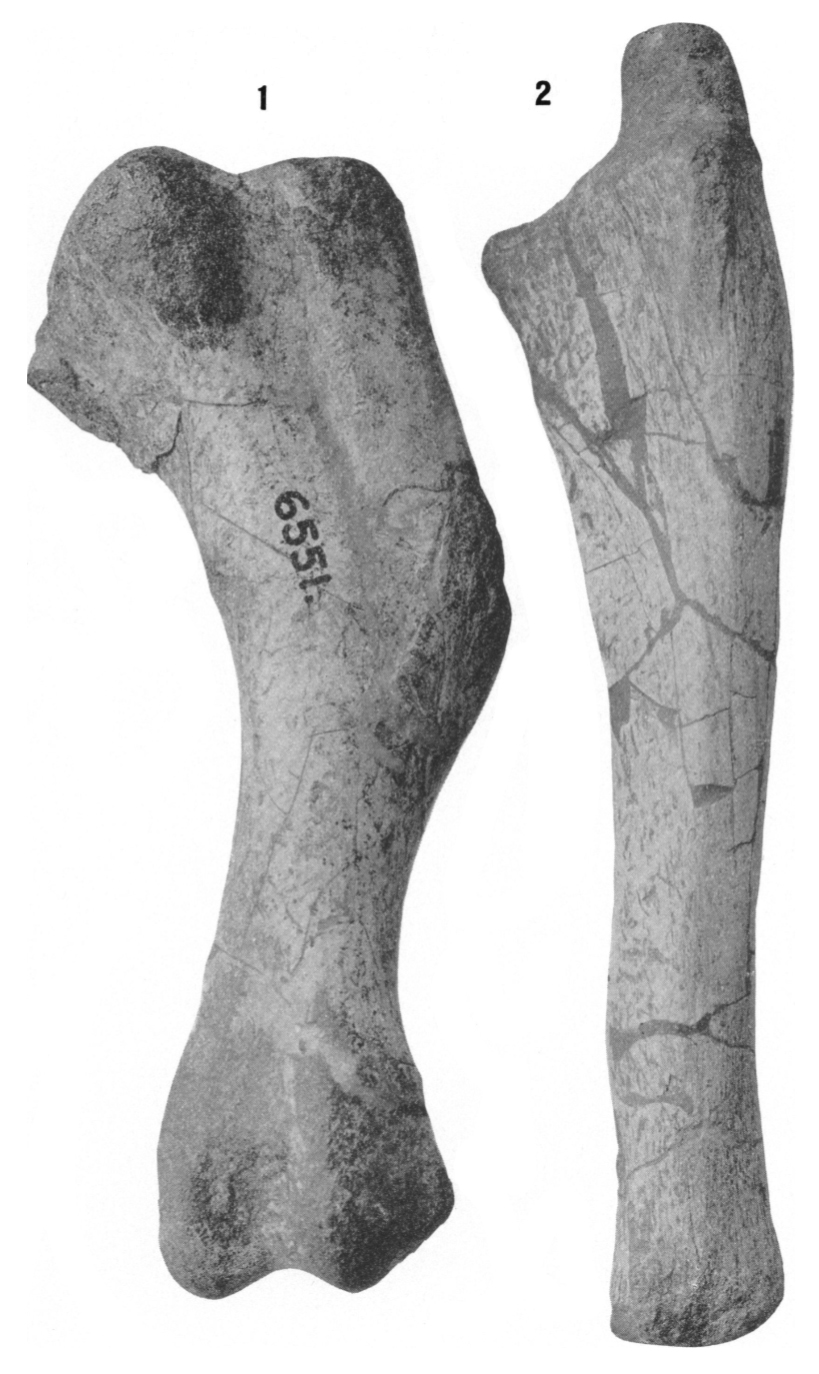
Húmero derecho y cúbito de G. mongoliensis.

Es considerado por muchos como uno de los hadrosáuridos más primitivos, tenían grandes las mandíbulas inferiores y las patas traseras largas y no tenían la cresta hueca. Sus pies con aspecto de garra se parecían más a las de un iguanodóntido, como el Iguanodon, que a las de un hadrosáurido. Era de constitución ligera para su tamaño de alrededor de siete metros de largo, con miembros posteriores bien desarrollados que le permitirían una rápida carrera. Su boca está repleta de pequeños dientes que se remplazaban a medida que se desgastaban, como en hadrosáuridos posteriores.

## Descubrimiento e investigación
Los primeros restos fósiles de Gilmoreosaurus fueron recolectados por George Olsen en 1923, los cuales consistían en huesos desarticulados de varios individuos en diferentes localidades. Fueron asignados originalmente al género Mandschurosaurus, pero luego recibieron el género separado Gilmoreosaurus, que se caracterizó por su combinación de rasgos de iguanodóntidos y hadrosáuridos basales. 
La especie tipo fue descripta como Mandschurosaurus mongoliensis en 1923 fue renombrada en 1979 con el nombre actual Gilmoreosaurus mongoliensis, a partir de restos encontrados en Mongolia, de la formación Iren Dabasu, que data de 70 millones de años. Una nueva especie Gilmoreosaurus atavus se conoció en 1995 por Nessov de la formación Khodzhakul de Uzbekistán, datada hace millones de años, Gilmoreosaurus arkhangelskyi de la formación Bissekty, hace 89 millones de años. Sin embargo, estos se basan en restos muy fragmentarios, y su clasificación es dudosa. Una especie adicional , Gilmoreosaurus kysylkumensis, también de la formación Bissekty, se incluye a veces, aunque también se ha referido al género relacionado Bactrosaurus.

## Clasificación

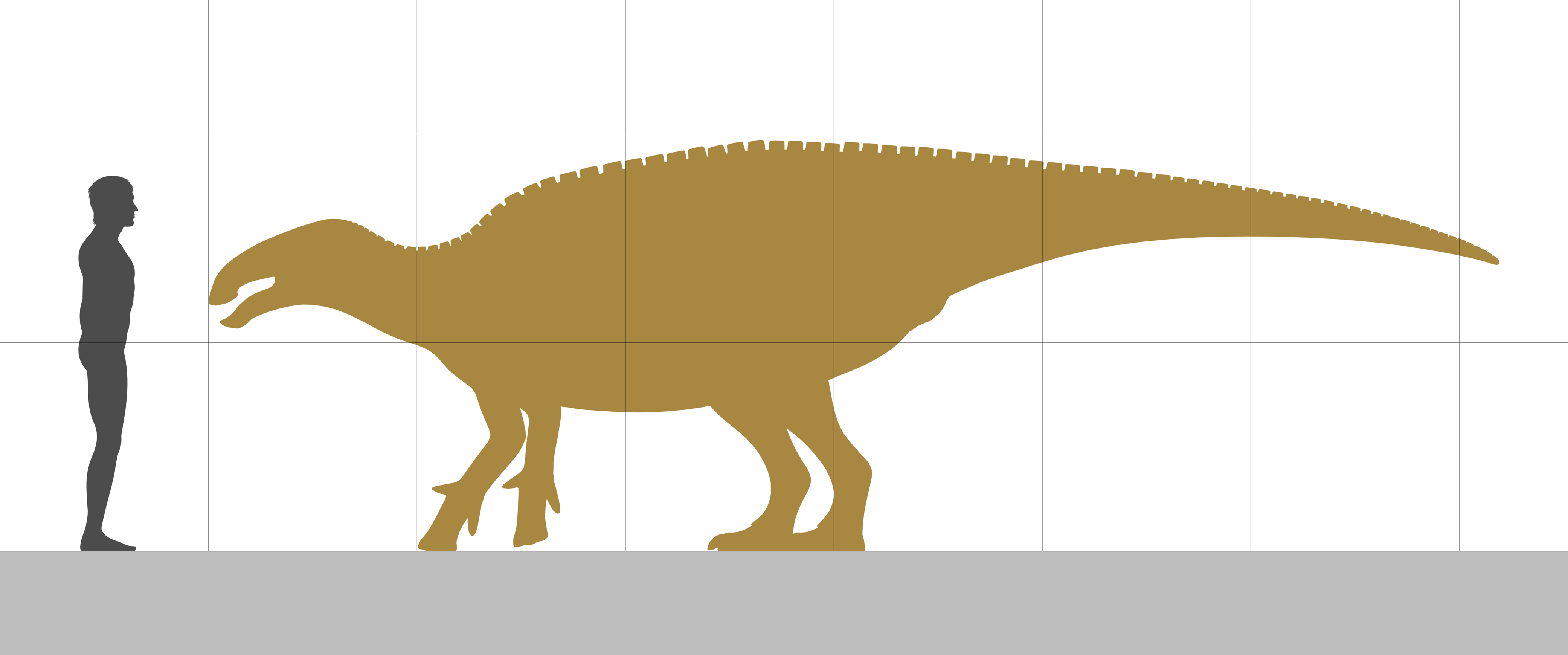
Comparación de tamaño con un humano.

Si bien no se ha alcanzado un consenso sobre la ubicación taxonómica exacta de este género, un estudio de 2010 realizado por Prieto-Márquez y Norell coloca al animal en un grupo externo estrechamente relacionado con Hadrosauridae, basado en una revaluación de su taxonomía utilizando un análisis filogenético de grandes muestras.

## Paleobiología
En 2003, se descubrió evidencia de tumores, incluidos hemangiomas, fibroma desmoplásico, cáncer metastásico y osteoma en esqueletos de Gilmoreosaurus fosilizados. Rothschild et al. estudiaron vértebras de dinosaurios buscando tumores mediante tomografía computarizada y detección con fluoroscopio. Varios otros hadrosáuridos, incluyendo Brachylophosaurus, Edmontosaurus y Bactrosaurus, también dieron positivo. Aunque se examinaron más de 10000 fósiles de esta manera, los tumores se limitaron a Gilmoreosaurus y géneros estrechamente relacionados. Los tumores pueden haber sido causados por factores ambientales o por propensión genética.